# Sharon Hampson
Sharon Hampson (geb. Sharon Trostin; * 31. März 1943 in Toronto) ist eine kanadische Schauspielerin und Sängerin.

## Leben und Wirken
Hampson wurde vor allem mit der Sharon, Lois & Bram's Elephant Show, einer musikalischen Komödie für Kinder mit Lois Lilienstein und Bram Morrison bekannt, die von 1984 bis 1988 als Fernsehserie in 64 Episoden bei der CBC lief. Vorausgegangen war 1982 der Film Sharon, Lois & Bram at Young People’s Theatre. Mit dem Album Sharon, Lois & Bram’s Elephant Show Record gewann das Trio 1989 Platin.
Ihr Weihnachtsspecial Candles, Snow and Misteltoe wurde 1995 als bestes Kinderprogramm für einen Gemini Award nominiert. Die zweite Produktion des Trios war Skinnamarink TV, eine Serie in 52 Episoden, die 1998–99 bei der CBC und The Learning Channel lief. Das zugehörige Album gewann einen Juno Award als bestes Kinderalbum. Hampson wurde 2002 als Member des Order of Canada ausgezeichnet. Sie war mit dem Sänger Joe Hampson verheiratet.